# Osphya vandalitiae
Osphya vandalitiae là một loài bọ cánh cứng trong họ Melandryidae. Loài này được Kraatz miêu tả khoa học năm 1868.